# 564 a.C.

## Eventos
- 54a olimpíada: [1]
  - Hipóstatro de Crotona, vencedor do estádio. Ele venceria de novo na olimpíada seguinte
  - Ariquião de Figália morre por estrangulamento durante a competição do pancrácio, porém ele é coroado vencedor, pela terceira vez, pois seu adversário, com uma perna quebrada, já havia concedido a vitória